# Leslie Arzt
Dr. Leslie Arzt, er en fiktiv karakter i den amerikanske tv-serie Lost. Dr. Leslie Arzt er en fiktiv figur i tv-serien Lost, spillet af Daniel Roebuck.

## Biografi
Leslie Arzt underviser i fysik på en highschool. Han har været gift tre gange, og var i Australien for at møde en kvinde han havde snakket med i et år over internettet. Hun forsvinder pludseligt under et restaurantbesøg, og Arzt booker en billet hjem næste morgen, og ender på den måde på Oceanic Flight 815.

### Efter flystyrtet
Dr. Arzt er første gang med i "Born To Run" hvor han forklarer om at Michaels tømmerflåde ikke vil kunne rejse før om 3-4 måneder, pga. en kommende regntid. 

Han forklarer dog Michael, at det var noget han fandt på, og at han ikke ved hvad der kommer til at ske med vejret. 

Da de overlevende fra flystyrtet får at vide af Danielle Rousseau at De Andre er på vej, foreslår John Locke at de gemmer sig i The Hatch. Rousseau viser dem til Den Sorte Klippe, hvor der er dynamit, de skal bruge til at sprænge lugen op, for at komme ned i The Hatch.

På turen til Den Sorte Klippe bliver Hurley ved med at udtale hans navn "Arnzt" i stedet for "Arzt". Hurley synes det er svært at udtale hans navn. Arzt svarer at hans niendeklasses-elever godt kan finde ud af det. Hurley foreslår at han bare kalder ham ved hans fornavn, hvortil Arzt svarer at "Arzt er fint".

Da de når frem til Den Sorte Klippe og finder kisterne med dynamit forklarer Arzt at dynamitten er meget ustabil og det skal behandles med yderst forsigtighed, og at de ikke skal tage mere end de behøver. Ironisk nok sprænger en af dynamitstængerne Arzt i stykker, og resten af gruppen tager dette som en advarsel, og er meget forsigtige med dynamitten derefter.

### Sæson 3
Dr. Artz er med i Nikkis flashback i 'Expose', hvor det vises at han har en samling på 20 nye dyrearter, som han har fundet på øen. Han fortæller Nikki om Medusa-edderkoppen at dens bid ikke er dræbende, men lammer i ca. 8 timer. Hun stjæler et eksemplar og bruger den på Paulo der bliver bidt og lammet af edderkoppen, for at få fat i de diamanter til en værdi af $8.000.000, de har stjålet i fællesskab. Efter at Paulo er blevet bidt bliver Nikki også bidt og de begraves begge to levende af Hurley og Sawyer der tror de er døde.

## Fodnoter
1. 1 2  Mobisode: "Tropical Depression".
2. ↑  "Exodus: Del 1".
3. ↑  "Exodus: Del 2"